# Hartelbarriären

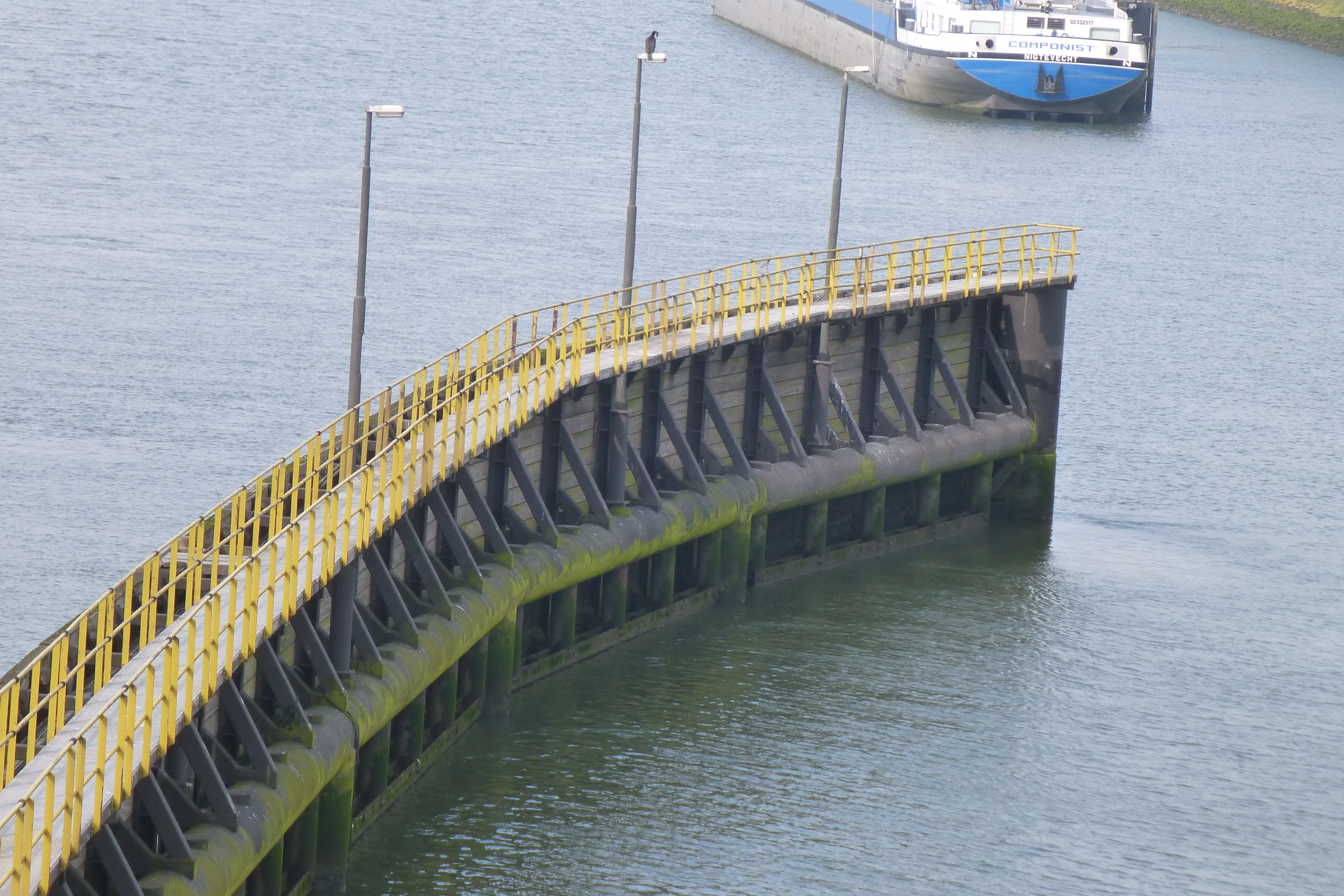
Hartelbarriären

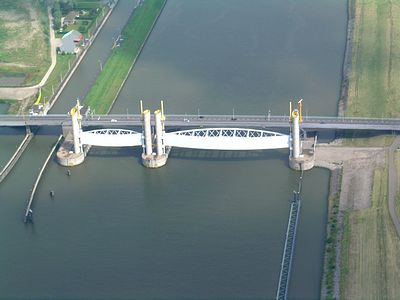
Hartelbarriären

Hartelbarriären (nederländska: Hartelkering) är en översvämningsbarriär nära Spijkenisse i västra Zuid-Hollandi Nederländerna. Barriären kan stängas vid hotande översvämningar från Nordsjön och utgör en del av Deltawerken och invigdes 1997.

## Geografi
Barriären sträcker sig över kanalen Hartelkanalen inom hamnområdet Europoort kort efter sammanflödet med floden Oude Maas mellan kommunerna Spijkenisse och området Botlek.
Barriären är del av "Europoortkering" tillsammans med Maeslantbarriären nordväst om Hartelbarriären.

## Konstruktionen
Barriären löper genom kanalen och utgörs av två elipsformade stålportar. Portdörrarna har en längd om cirka 49 meter respktive 98 meter och hänger ca 14 meter över vattenytan (NAP) i viloläge. Vid stängning sänks portarna vertikalt och ligger då cirka 3 meter över NAP.
Portdörrarna är placerade mellan 4 cirka 35 meter höga betongtorn. Det finns inga slussar i barriären, när portarna är stängda kan fartyg inte passera. Anläggningen aktiveras genom ett automatiserad datorsystem (Beslis en Ondersteunend Systeem / BOS).
Den ca 1000 meter långa bron Hartelbrug leder över barriären och förbinder Spijkenisse med området Botlek.

## Historia
Första spadtaget gjordes 1991. Barriären invigdes 1997.
2007 användes barriären för första gången i skyddssyfte mot en stormflod.